# 普吕迪阿勒
普吕迪阿勒（法語：Pludual，法語發音：[plydɥal]）是法国阿摩尔滨海省的一个市镇，位于该省北部偏西，属于圣布里厄区。

## 地理
普吕迪阿勒（48°39'52"N, 2°59'3"W）面积9.27 平方千米，位于法国布列塔尼大區阿摩尔滨海省，该省份为法国西北部沿海省份，位于布列塔尼半岛北部，北濒大西洋英吉利海峡，西接菲尼斯泰尔省，南至莫尔比昂省，东临伊勒-维莱讷省。
与普吕迪阿勒接壤的市镇（或旧市镇、城区）包括：拉讷贝尔、普莱吉安、普莱埃代勒、普卢阿、特雷梅旺。

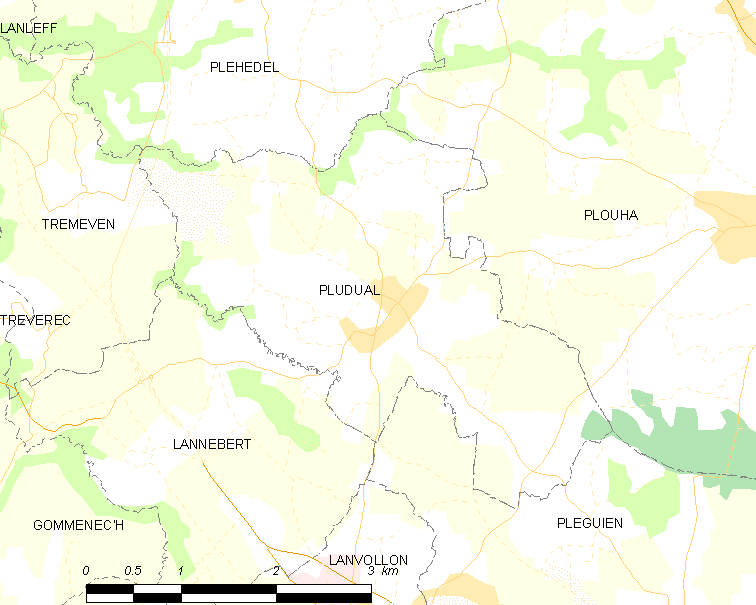
普吕迪阿勒的OSM定位图

普吕迪阿勒的时区为UTC+01:00、UTC+02:00（夏令时）。

## 行政
普吕迪阿勒的邮政编码为22290，INSEE市镇编码为22236。

## 政治
普吕迪阿勒所属的省级选区为普卢阿县。

## 人口

1962-2008年间普吕迪阿勒人口变化图示

普吕迪阿勒于2022年1月1日时的人口数量为737人。